# Beaconsfield (Québec)
Pour les articles homonymes, voir Beaconsfield (homonymie).
Beaconsfield est une ville québécoise de l'agglomération de Montréal dans la région administrative du même nom, au Canada.

## Histoire
Le nom de la ville rappelle le souvenir de Benjamin Disraeli, 1er comte de Beaconsfield (1804-1881), homme politique anglais. Dans les années 1910, la ville était principalement occupée par des chalets d'été. Il s'agissait d'une communauté semi-rurale. La ville de Beaconsfield a absorbé l'ancienne localité de villégiature Beaurepaire, qui a laissé son nom à un quartier et à la gare de train le desservant. La ville a été fusionnée à la ville de Montréal entre 2002 et 2006.
Animaux
Les services aux animaux de Beaconsfield sont appliqués par la patrouille municipale. La fourrière municipale est située au 303 A Beaconsfield Boulevard, derrière l'annexe Herb Linder. Les chiens errants sont détenus à la fourrière jusqu'à trois jours et sont amenés à SPCA West, un refuge sans tuer, s'ils ne sont pas réclamés. Cependant, la grande majorité des chiens sont récupérés en une heure ou deux, car la plupart des chiens sont micropucés. Seulement environ deux ou trois chiens sont pris chaque année. La fourrière est fermée au public et ne peut prendre que les chiens perdus. Ils ne peuvent pas accueillir les animaux abandonnés et ne fournissent pas de service d'adoption ou d'accueil. La livre est assez petite, les trois chenils étant généralement vides.
Beaconsfield a été certifiée comme une ville compatissante certifiée PETA en 2016 en raison de ses règlements progressifs. Beaconsfield est également répertoriée comme une ville humaine par The FurBearers, une organisation de défense des droits des animaux qui se consacre à la fin de l'industrie de la fourrure. La liste complète des villes qui interdisent ou restreignent le piégeage se trouve ici.

## Géographie
Beaconsfield est située à l'ouest de l'île de Montréal sur la rive du lac Saint-Louis. La ville est bornée à l'ouest par Baie-d'Urfé, au nord par Kirkland et à l'est par Pointe-Claire. Son territoire effleure celui de Sainte-Anne-de-Bellevue au nord-ouest.
Le territoire de la ville est situé dans un quartier appelé le West Island's Lakeshore. Ce qui explique sa communauté largement anglophone.

## Démographie
| 1966   | 1971   | 1976   | 1981   | 1986   | 1991   |
| ------ | ------ | ------ | ------ | ------ | ------ |
| 15 702 | 19 395 | 20 417 | 19 613 | 19 301 | 19 616 |

| 1996   | 2001   | 2006   | 2011   | 2016   | 2021   |
| ------ | ------ | ------ | ------ | ------ | ------ |
| 19 414 | 19 310 | 19 194 | 19 505 | 19 324 | 19 277 |

## Administration
Les élections municipales se font en bloc et suivant un découpage de six districts.
| Beaconsfield Maires depuis 2005                                                                                      |                  |         |          |
| Élection | Maire            | Qualité | Résultat |
| 2005 | Bob Benedetti    |         | Voir     |
| 2009 | David Pollock    |         | Voir     |
| 2013 | Georges Bourelle |         | Voir     |
| 2017 | Georges Bourelle | Voir    |          |
| 2021 | Georges Bourelle | Voir    |          |
| Élection partielle en italique Depuis 2005, les élections sont simultanées dans toutes les municipalités québécoises |                  |         |          |

Pour les questions intermunicipales, Beaconsfield relève de l'agglomération de Montréal, laquelle exerce les compétences de municipalité régionale de comté. Au niveau régional, elle prend part à la conférence régionale des élus de la région de Montréal. Elle fait également partie de la Communauté métropolitaine de Montréal.

## Transport
Deux gares de train de banlieue se trouvent à Beaconsfield, la gare de Beaconsfield et la gare de Beaurepaire. Les deux gares sont sur la ligne de train de banlieue Vaudreuil-Hudson. Il y a deux yacht clubs à Beaconsfield, le Yacht Club de Beaconsfield et le Yacht Club Lord Reading.

## Éducation
Sur le territoire de Beaconsfield, il y a plusieurs écoles primaires. Dont l'école primaire Beaconsfield, l'école St-Rémi et l'école St-Edmunds.
La Commission scolaire Marguerite-Bourgeoys administre les écoles francophones : École primaire Beaconsfield, École primaire Saint-Rémi, et École secondaire John F. Kennedy.
La Commission scolaire Lester-B.-Pearson (CSLBP) administre les écoles anglophones:
Éducation professionnel:
- Gordon Robertson Centre

Éducation pour adultes:
- Place Cartier Adult Centre

Écoles secondaires:
- Beaconsfield High School (en)

Écoles primaires:
- École primaire Beaconsfield
- École primaire Beacon Hill
- École primaire Christmas Park
- École primaire St. Edmund
- École primaire Sherbrooke (pavillons junior et senior)
- l'École primaire Clearpointe à Pointe-Claire, servi a autres parties de la ville[9].

## Personnalités
- Ben Walter, joueur de hockey sur glace de la Ligue nationale de hockey
- Alex Killorn, joueur de hockey sur glace de la Ligue nationale de hockey
- Kent Hughes, directeur général des Canadiens de Montréal
- Mark Weightman, président des Alouettes de Montréal